# Lorri Bagley
Lorri Bagley (Dallas, 5 agosto 1973) è un'attrice statunitense.

## Filmografia

### Attore
- Tommy Boy, regia di Peter Segal (1995)
- Kingpin, regia di Peter e Bobby Farrelly (1996)
- The Deli (1997)
- Studio 54 (54), regia di Mark Christopher (1998)
- Celebrity, regia di Woody Allen (1998)
- Trick, regia di Jim Fall (1999)
- Mickey occhi blu (Mickey Blue Eyes), regia di Kelly Makin (1999)
- Peroxide Passion (2001)
- Poster Boy, regia di Zak Tucker (2004)
- La donna perfetta (The Stepford Wives), regia di Frank Oz (2004)

### Doppiatore
- L'era glaciale (Ice Age), regia di Carlos Saldanha e Chris Wedge (2002)

## Doppiatrici italiane
- Francesca Guadagno in L'era glaciale
- Emanuela D'Amico in La donna perfetta